# العلاقات الأوكرانية النرويجية
العلاقات الأوكرانية النرويجية هي العلاقات الثنائية التي تجمع بين أوكرانيا والنرويج.

## مقارنة بين البلدين
هذه مقارنة عامة ومرجعية للدولتين:
| وجه المقارنة                                              | أوكرانيا                                   | النرويج                                                   |
| --------------------------------------------------------- | ------------------------------------------ | --------------------------------------------------------- |
| المساحة (كم2)                                             | 603.63 ألف                                 | 385.21 ألف                                                |
| عدد السكان (نسمة)                                         | 45.55 مليون                                | 5.33 مليون                                                |
| الكثافة السكانية (ن./كم²)                                 | 75.46                                      | 13.84                                                     |
| العاصمة                                                   | كييف                                       | أوسلو                                                     |
| اللغة الرسمية                                             | اللغة الأوكرانية                           | بوكمول، لغات السامي، نينوشك، اللغة النرويجية              |
| العملة                                                    | هريفنا أوكرانية، كاربوفانيتس، روبل سوفييتي | كرونة نروجية                                              |
| الناتج المحلي الإجمالي (بليون دولار)                      | 112.15 مليار                               | 398.83 مليار                                              |
| الناتج المحلي الإجمالي (تعادل القوة الشرائية) بليون دولار | 352.98 مليار                               | 322.23 مليار                                              |
| الناتج المحلي الإجمالي الاسمي للفرد دولار أمريكي          | 2.11 ألف                                   | 74.40 ألف                                                 |
| الناتج المحلي الإجمالي للفرد دولار أمريكي                 | 8.66 ألف                                   | 65.61 ألف                                                 |
| مؤشر التنمية البشرية                                      | 0.747                                      | 0.944                                                     |
| رمز المكالمات الدولي                                      | +380                                       | +47                                                       |
| رمز الإنترنت                                              | .ua، .укр ‏                                 | .no                                                       |
| المنطقة الزمنية                                           | ت ع م+02:00، ت ع م+03:00، توقيت شرق أوروبا | ت ع م+01:00، ت ع م+02:00، توقيت وسط أوروبا، أوروبا/أوسلو ‏ |

## مدن متوأمة
في ما يلي قائمة باتفاقيات التوأمة بين مدن أوكرانية ونرويجية:
- ترتبط دونيتسك مع تروندهايم باتفاقية توأمة منذ 2011.[18][19][18][19]

## منظمات دولية مشتركة
يشترك البلدان في عضوية مجموعة من المنظمات الدولية، منها:
| علم المنظمة | اسم المنظمة                               | تاريخ انضمام أوكرانيا | تاريخ انضمام النرويج |
| ----------- | ----------------------------------------- | --------------------- | -------------------- |
|             | وكالة ضمان الاستثمار متعدد الأطراف        | 19 يوليو 1994         | 9 أغسطس 1989         |
|             | الأمم المتحدة                             | 24 أكتوبر 1945        | 27 نوفمبر 1945       |
|             | الفريق المعني برصد الأرض                  | ?                     | ?                    |
|             | منظمة حظر الأسلحة الكيميائية              | ?                     | ?                    |
|             | منظمة التجارة العالمية                    | 16 مايو 2008          | 1995                 |
|             | منظمة الشرطة الجنائية الدولية             | ?                     | ?                    |
|             | منظمة الأمن والتعاون في أوروبا            | 30 يناير 1992         | 25 يونيو 1973        |
|             | مؤسسة التنمية الدولية                     | 27 مايو 2004          | 24 سبتمبر 1960       |
|             | نظام تحكم تكنولوجيا القذائف               | 1998                  | 1990                 |
|             | يونسكو                                    | 12 مايو 1954          | 4 نوفمبر 1946        |
|             | مجلس أوروبا                               | 9 نوفمبر 1995         | 5 مايو 1949          |
|             | الاتحاد البريدي العالمي                   | ?                     | ?                    |
|             | البنك الدولي للإنشاء والتعمير             | 3 سبتمبر 1992         | 27 ديسمبر 1945       |
|             | اتفاقية السماوات المفتوحة                 | ?                     | ?                    |
|             | المنظمة الهيدروغرافية الدولية             | ?                     | ?                    |
|             | الاتحاد الدولي للاتصالات                  | 7 مايو 1947           | 1866                 |
|             | مؤسسة التمويل الدولية                     | 18 أكتوبر 1993        | 20 يوليو 1956        |
|             | المنظمة الأوروبية لسلامة الملاحة الجوية   | 2004                  | 1994                 |
|             | المركز الدولي لتسوية المنازعات الاستشارية | 7 يوليو 2000          | 15 سبتمبر 1967       |
|             | مجموعة أستراليا                           | 2005                  | 1986                 |
|             | مجموعة الموردين النوويين                  | ?                     | ?                    |

## أعلام
هذه قائمة لبعض الشخصيات التي تربطها علاقات بالبلدين:
- أماريتا أشاريا (ممثلة نرويجية، 24 ديسمبر 1987 – )

## وصلات خارجية
- موقع وزارة الخارجية الأوكرانية
- موقع وزارة الخارجية النرويجية